# Dionisio Solís
Dionisio Villanueva y Ochoa, född 1774 i Córdoba, död 1834 i Madrid, var en spansk författare, mest känd under pseudonymen Dionisio Solis.
Solis började sin litterära bana redan vid 15 års ålder med översättning till kastilianska av några av Horatius oden. Han ägnade sig därefter åt musikalisk kompositionsverksamhet och blev "director de musica" för teatrarna i Andalusien. Därunder fann han tid till ingående studier i franska, italienska, engelska och grekiska såväl som i historia och nationalekonomi. Omkring 1799 flyttade han till Madrid och ägnade sig sedan åt övervägande dramatiskt författarskap. Utom översättningar av grekiska, italienska, franska och engelska dramatiska arbeten omarbetade Solis för scenen ett stort antal gammalkastilianska teaterstycken. En kontrovers med Moratín föranledde Solis att skriva en originaltragedi, Tello de Neira, och dessutom författade han komedierna La pupila och Las literatas samt skådespelet Blanca de Borbón. Hans arbeten återfinns i Rivadeneiras Biblioteca de autores españoles, band 2 och 47. Solis är intagen i Spanska akademiens Catálogo de autoridades de la lengua.